# Deadshot
Deadshot (Floyd Lawton) – fikcyjny antybohater, dawniej złoczyńca, pojawiający się w amerykańskich komiksach wydawanych przez DC Comics, zwykle jako przeciwnik Batmana. Postać po raz pierwszy pojawiała się w komiksie Batman #59 (czerwiec/lipiec 1950) i został stworzony przez Boba Kane'a, Davida Vern Reeda i Lew Schwartza. 
Został umieszczony na liście IGN "Top 100 Comic Book Villains of All Time" na 43. miejscu. Postać grana przez Will Smitha w filmie Legion samobójców oraz Michaela Rowe’a w serialu Arrow.

## Biografia fikcyjnej postaci
W Uniwersum DC, Deadshot jest często wynajmowany jako płatny zabójca, szczyci się tym, że "nigdy nie chybia". Jest zdolny do wykorzystywania wielu rodzajów broni, ale najczęściej przedstawiany jest on z pistoletami na nadgarstkach. Początkowo pojawia się w Gotham City jako nowy łowca przestępców ale okazuje się być wrogiem Batmana, kiedy próbuje zastąpić Mrocznego Rycerza. Zostaje wysłany do więzienia, gdy Batman i komisarz Gordon upubliczniają plotkę, że chce się stać królem podziemia Gotham. Po odbyciu kary w więzieniu, Deadshot zaczyna pracę płatnego zabójcy, zmieniając swój kapelusz i marynarkę w kombinezon i metalową maskę z urządzeniem namierzającym na prawe oko. Jego prawdziwe imię to Floyd Lawton, dorastał z matką, obraźliwym ojcem i bratem. Pewnego razu ojciec Lawtona atakuje jego brata, co skłoniło młodego Deadshota by zakończyć terror ojca w rodzinie strzelając do niego z jego własnej strzelby. Jednak gałąź, na której siedział celując, złamała się powodując, że kula poleciała w złym kierunku zabijając brata, a nie ojca. Psychiczne skutki tego wydarzenia spowodowały prawie nieskazitelny cel, lekceważenie własnego życia oraz niezdolność do zabicia Batmana.

## Moce i Umiejętności
Deadshot jest najlepszym strzelcem w Uniwersum DC, posiadającym nadludzką precyzję i szczycący się tym że nigdy nie chybia. Deadshot jest poza tym biegły w walce wręcz.
Ma dostęp do szerokiego wachlarza broni, jednak najbardziej znaczący jest jego karabin snajperski i dwa pistolety zamontowane na nadgarstkach.

## Osobowość
Deadshot jest przedstawiany jako wytrawny zawodowiec, każde jego zlecenie jest wykonywane do końca, bez wyjątków. Batman nie był w stanie go zatrzymać grożąc mu lub nawet jego rodzinie, jednak Floyd słusznie przyjął, że Batman blefuje. Jednak Batmanowi ostatecznie udaje się przerwać zlecenie przez zamrożenie środków na koncie bankowym swojego klienta. Bez możliwości zarobku, Deadshot publicznie anuluje zabójstwo, darując świadkowi życie.